# جامعة سانت لورانس
جامعة سانت لورانس (بالإنجليزية: St. Lawrence University)‏ هي كلية فنون ليبرالية خاصة في قرية كانتون في مقاطعة سانت لورنس في ولاية نيويورك الأمريكية.